# Liolaemus tenuis
Espèce
Synonymes
- Proctotretus tenuis Duméril & Bibron, 1837
- Troidurus ptychopleurus Lichtenstein, 1856
- Proctotretus niger Hallowell, 1856

Statut de conservation UICN

 LC  : Préoccupation mineure
Liolaemus tenuis est une espèce de sauriens de la famille des Liolaemidae.

## Répartition et habitat
Cette espèce se rencontre au Chili et en Argentine. Elle vit dans les broussailles au climat méditerranéen et dans les forêts tempérées valdiviennes.
C'est un saurien ovipare.

## Liste des sous-espèces
Selon The Reptile Database (14 mars 2013) :
- Liolaemus tenuis punctatissimus Müller & Hellmich, 1933
- Liolaemus tenuis tenuis (Duméril & Biron, 1837)

## Photographies

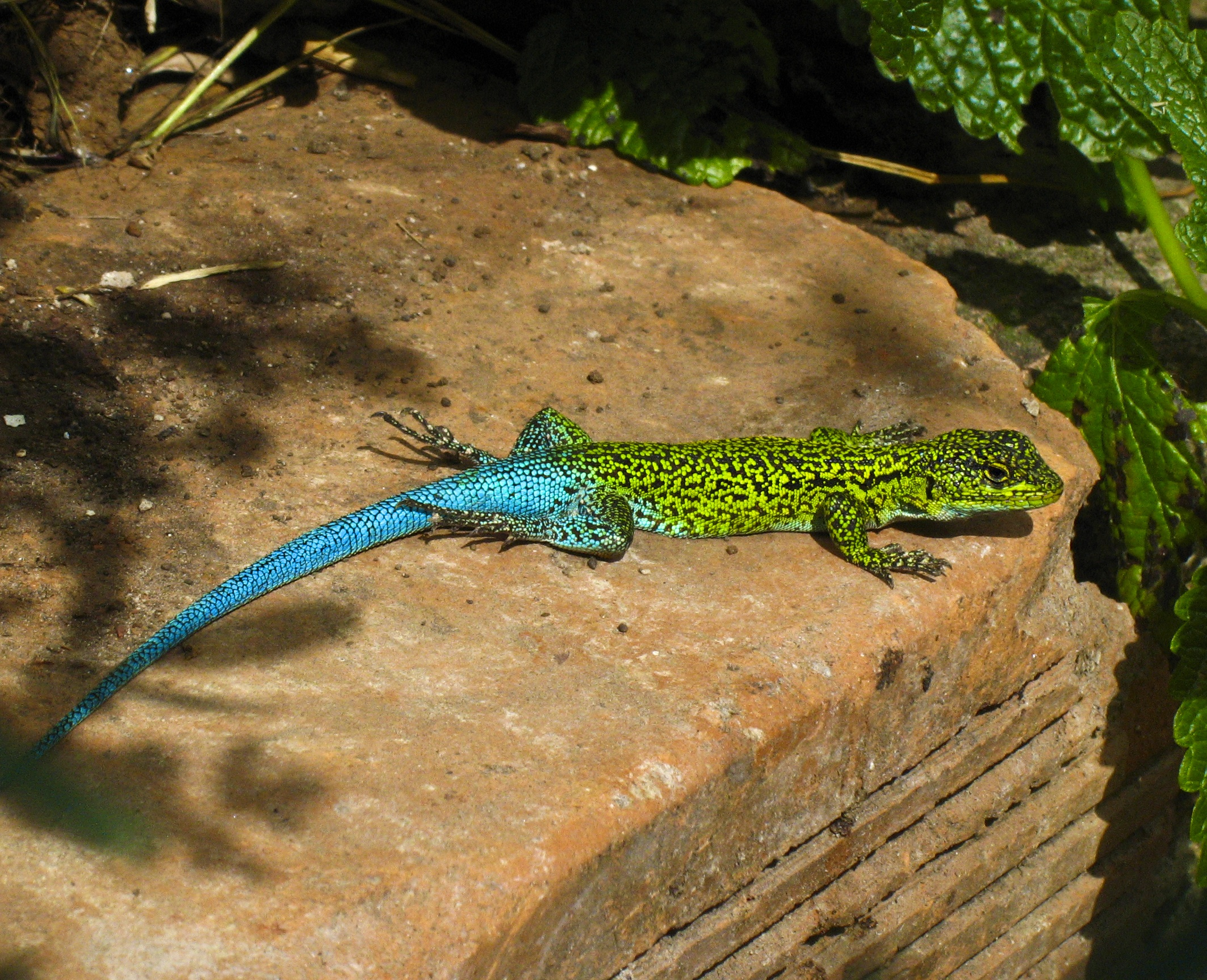
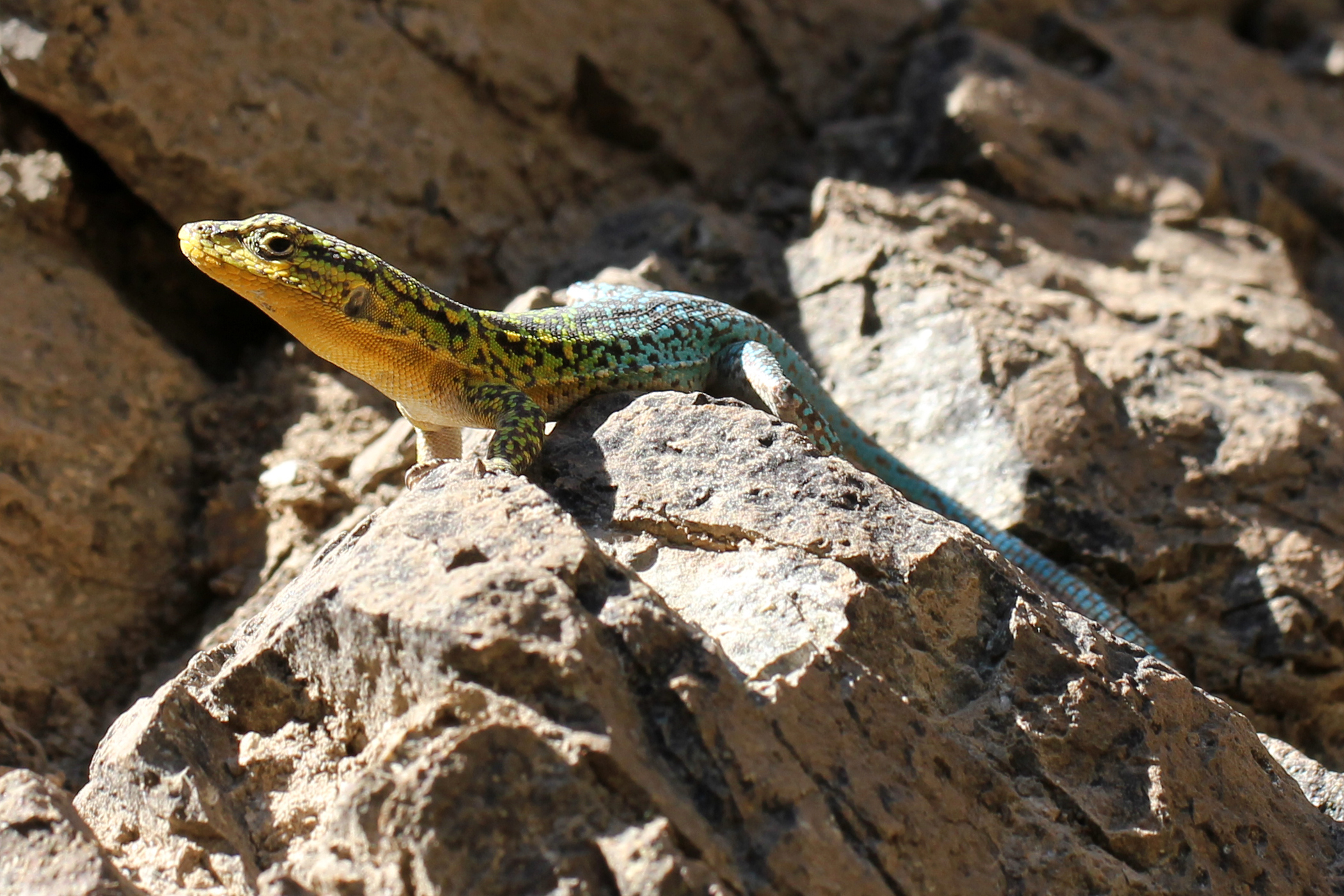
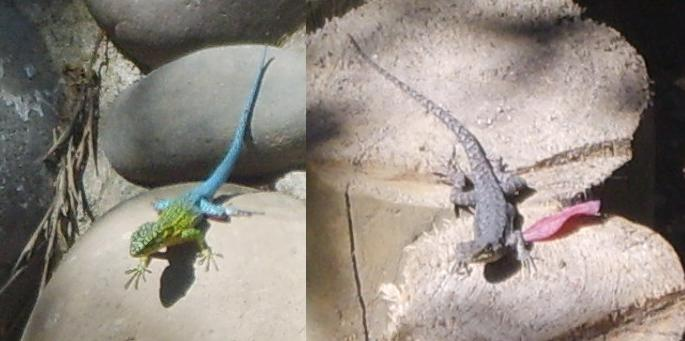

## Publications originales
- Duméril & Bibron, 1837 : Erpétologie Générale ou Histoire Naturelle Complète des Reptiles. Librairie. Encyclopédique Roret, Paris, vol. 4, p. 1-570 (texte intégral).
- Müller & Hellmich, 1933 : Beiträge zur Kenntnis der Herpetofauna Chiles. VIII. Bemerkungen über Liolaemus tenuis (Duméril et Bibron). Zoologischer Anzeiger, vol. 104, no 11/12, p. 305-310.